# Mozi, Chongqing
Mozi (kinesiska: 磨子) är en socken i sydvästra Kina. Den ligger i Zhong härad i storstadsområdet Chongqing, omkring 160 kilometer nordost om det centrala stadsdistriktet Yuzhong. Antalet invånare är 15 124. Befolkningen består av 7 262 kvinnor och 7 862 män. Barn under 15 år utgör 19,0 %, vuxna 15-64 år 65 %, och äldre över 65 år 15,0 %. Mozi är en etnisk minoritetssocken (族乡,"zu xiang") för tujia-folket. 